# 수영 자유형 50m 세계 기록 추이
수영 세계 기록은 국제 수영 연맹(FINA)이 공인하고 관리한다. 기록은 롱 코스(50m)와 쇼트 코스(25m)별로 남여로 나뉘어 집계된다. 쇼트 코스의 세계 기록은 1991년 3월 3일부터 공인되기 시작했다.
다음은 자유형 50m 세계 기록 추이이다.

## 남자

### 쇼트 코스
| #  | 시간        | 차이 | 선수              | 나라              | 날짜                    | 대회명                                 | 장소                               | 주석 및 기타 | 동영상 |
| 1  | 21초 64     |      | 스티브 크로커     | 미국              | 1992. 3. 21             |                                        | 미국 댈러스                        |              |        |
| 2  | 21초 60     |      | 마크 포스터       | 영국              | date = 17 February 1993 | World Cup                              | 영국 셰필드                        |              |        |
| 3  | 21초 50     |      | 알렉산드르 포포프 | 러시아            | 1994. 3. 13             | World Cup                              | 이탈리아 데센차노델가르다          |              |        |
| 4  | 21초 48(h)  |      | 마크 포스터       | 영국              | 1998. 12. 13            | European SC Championships              | 영국 셰필드                        |              |        |
| 5  | 21초        |      | 마크 포스터       | 영국              | 1998. 12. 13            | European SC Championships              | 영국 셰필드                        |              |        |
| 5  | 21초 31     |      | 롤란트 쇠만       | 남아프리카 공화국 | 2000. 3. 23             | NCAA Men's Division 1 Championships    | 미국 미니애폴리스                  | 준결선 기록. |        |
| 6  | 21초 21     |      | 앤서니 어빈       | 미국              | 2000. 3. 23             | NCAA Men's Division 1 Championships    | 미국 미니애폴리스                  |              |        |
| 7  | 21초 13     |      | 마크 포스터       | 영국              | 2001. 1. 28             | World Cup                              | 프랑스 파리                        |              |        |
| 8  | 21초 10     |      | 프레데리크 부스케 | 프랑스            | 2004. 3. 25             | NCAA Men's Division 1 Championships    | 미국 이스트메도                    |              |        |
| 9  | 20.98(h)    |      | 롤란트 쇠만       | 남아프리카 공화국 | 2006. 8. 12             | Invitational                           | 독일 함부르크                      |              |        |
| 10 | 20초 93     |      | 스테판 뉘스트란드 | 스웨덴            | 2007. 11. 18            | World Cup                              | 독일 베를린                        |              |        |
| 11 | 20초 81     |      | 두예 드라가냐     | 크로아티아        | 2008. 4. 11             | World SC Championships                 | 영국 맨체스터                      |              |        |
| 12 | 20초        |      | 롤란트 쇠만       | 남아프리카 공화국 | 2008. 9. 7              | South African SC Championships         | 남아프리카 공화국 저미스턴         | [ 1 ]        |        |
| 13 | 20초 48     |      | 아모리 르보       | 프랑스            | 2008. 12. 11            | 제12회 유럽 쇼트 코스 수영 선수권 대회 | 크로아티아 리예카                  | [ 2 ]        |        |
| 14 | 20초 30(sf) |      | 롤란트 쇠만       | 남아프리카 공화국 | date = 8 August 2009    | South African SC Championships         | 남아프리카 공화국 Pietermaritzburg | [ 3 ]        |        |

## 여자

### 쇼트 코스
| # | 시간    | 차이 | 선수                  | 나라           | 날짜         | 대회명                    | 장소                  | 주석 및 기타 | 동영상 |
| 1 | 24초 75 |      | 프란치스카 판알름지크 | 독일           | 1992. 11. 4  |                           | 독일 Schwäbisch Gmünd |              |        |
| 2 | 24초 62 |      | 러징이                | 중화인민공화국 | 1993. 12. 3  | World SC Championships    | 스페인 팔마데마요르카 | 예선 기록.   |        |
| 3 | 24초 23 |      | 러징이                | 중화인민공화국 | 1993. 12. 3  | World SC Championships    | 스페인 팔마데마요르카 |              |        |
| 4 | 24초 09 |      | 테레세 알스함마르     | 스웨덴         | 1999. 12. 11 | European SC Championships | 포르투갈 리스본       |              |        |
| 5 | 23초 59 |      | 테레세 알스함마르     | 스웨덴         | 2000. 3. 18  | World SC Championships    | 그리스 아테네         |              |        |
| 6 | 23초 58 |      | 마를레인 펠드하위스   | 네덜란드       | 2007. 11. 17 | World Cup                 | 독일 베를린           |              |        |
| 7 | 23초 25 |      | 마를레인 펠드하위스   | 네덜란드       | 2008. 4. 13  | World SC Championships    | 영국 맨체스터         | [ 4 ]        |        |

## 같이 보기
- 수영 자유형 50m 대한민국 기록 추이